# Catarina Sarmento e Castro
Catarina Teresa Rola Sarmento e Castro (ur. 16 maja 1970 w Coimbrze) – portugalska prawniczka, wykładowczyni akademicka i polityk, sędzia Trybunału Konstytucyjnego, sekretarz stanu, w latach 2022–2024 minister sprawiedliwości.

## Życiorys
Córka polityka Osvalda de Castro. Ukończyła studia prawnicze na Uniwersytecie w Coimbrze. Na tej samej uczelni uzyskała magisterium i doktorat. Kształciła się również na studiach podyplomowych na Université catholique de Louvain. Zawodowo od 1994 związana z macierzystym uniwersytetem, na którym doszła do stanowiska profesora. Wykładowczyni m.in. prawa konstytucyjnego, administracyjnego i podatkowego. Była członkinią rady doradczej przy prokuratorze generalnym oraz komisji CNPD, organu ochrony danych osobowych.
W latach 2010–2019 pełniła funkcję sędziego Trybunału Konstytucyjnego. W 2019 została sekretarzem stanu do spraw zasobów ludzkich i kombatantów w ministerstwie obrony narodowej. W wyborach w 2022 z ramienia Partii Socjalistycznej uzyskała mandat posłanki do Zgromadzenia Republiki. W marcu tegoż roku objęła funkcję ministra sprawiedliwości w trzecim rządzie Antónia Costy. Urząd ten sprawowała do kwietnia 2024.